# Tromla

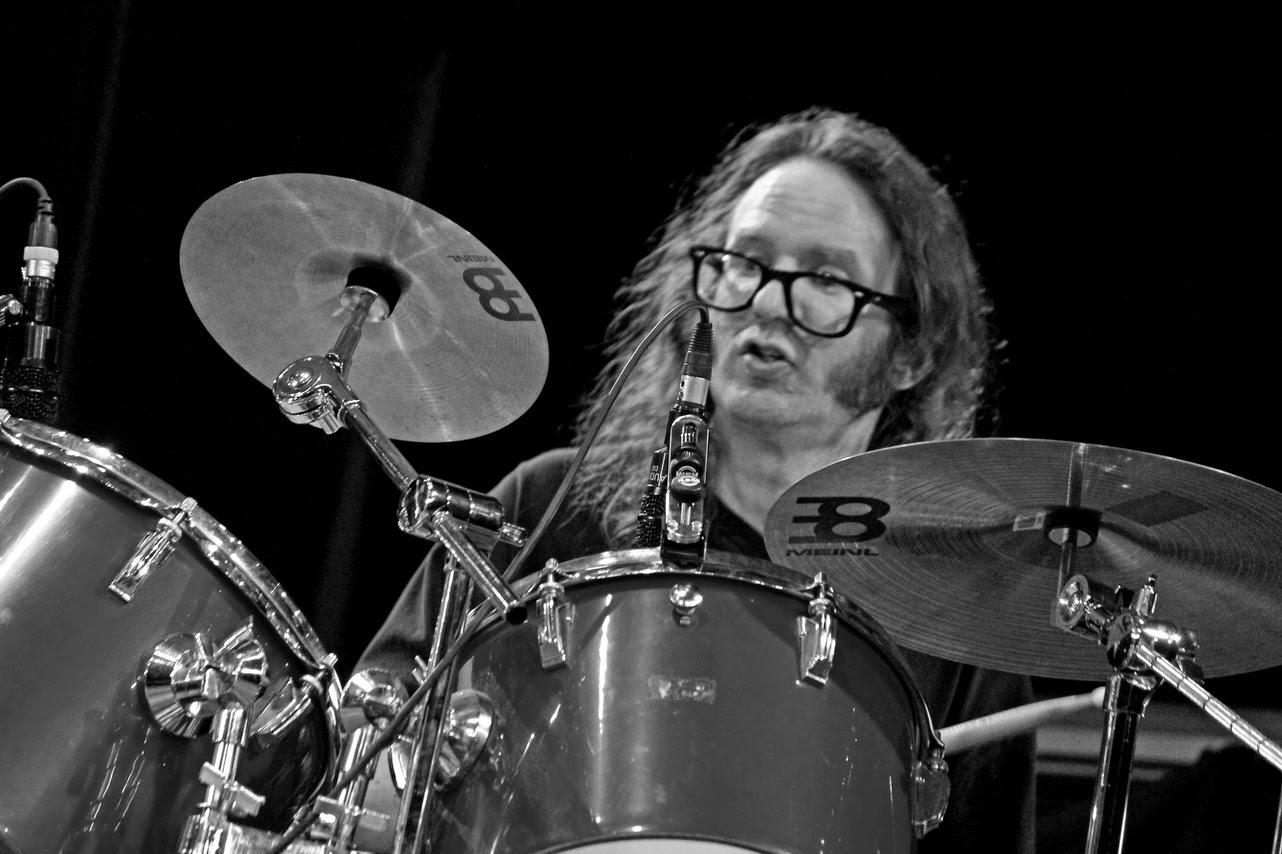
Tromla beim Jazzfestival St. Ingbert (2015)

Tromla (* 5. Januar 1975 in St. Ingbert als Christoph Hans) ist ein deutscher Schlagzeuger.

## Leben
Als klassisch ausgebildeter Schlagzeuger spielte er für einige Jahre beim Landes-Jugend-Symphonie-Orchester Saar und der Bergkapelle St. Ingbert. Ab den 1990er Jahren spielte er in regionalen Bands, darunter der Disco-Band Fresh oder der Rap-Gruppe Bodenlose Frechheit.
1997 gründete Tromla zusammen mit dem Bassisten Flo:Pee die Elektrofunk-Gruppe Reaktor. Die Band bestand bis 2004 und veröffentlichte zwei CDs. 
Ab Ende der 1990er Jahre improvisierte er häufig als Live-Schlagzeuger zur DJ-Musik im Bereich der elektronischen Tanzmusik. So gab es Auftritte mit den DJs Blake Baxter, Stewart Walker, Doc Phatt, Märtini Brös und Cristian Vogel oder im Hip-Hop-Bereich mit Boulevard Bou oder Denyo in Clubs und Diskotheken in ganz Deutschland. Für zwei Jahre hatte er eine eigene, freitägliche Clubnacht im Saarbrücker Blau Niteclub namens Tromlas Elektroklub.
Tromla hatte auch Auftritte experimenteller Natur: So spielte er ein 24-stündiges, meditatives Drumsolo in der Johanneskirche Saarbrücken im Jahr 2001 und veröffentlichte mit dem Album Eintopf eine 60-minütige Improvisation auf einem Einmachtopf.

## Diskografie
- 2000: elektrosuperstars (EP/mit Reaktor)
- 2004: Hyperdimension (mit Reaktor)
- 2011: Eintopf (Label: Twin Town Productions)

## Sonstiges
Unter seinem Geburtsnamen Christoph Hans brachte Tromla im Jahr 1994 einen Comic im Selbstverlag heraus. 2004 versuchte er sich als Regisseur eines Trash-No-Budget-Filmes namens Der Hering, bei dem unter anderem Lukas Goldbach, Katharina Bihler und Stefan Scheib als Schauspieler mitwirkten.